# Andrzej Fischer
Andrzej Fischer (Swarzędz, 15 de janeiro de 1952 - 22 de novembro na Alemanha)  foi um futebolista polonês que atuava como goleiro. Ele competiu na Copa do Mundo FIFA de 1974, sediada na Alemanha, na qual a seleção de seu país terminou na terceira colocação dentre os 15 participantes.